# Archaeoglobales
Ordre
Les Archaeoglobales sont un ordre d'archées de la classe des Archaeoglobi. 

## Systématique
L'ordre des Archaeoglobales a été créé en 2002 par les microbiologistes allemands Harald Huber (d) et Karl Stetter.

## Liste des familles
Selon The Taxonomicon (18 octobre 2022) :
- Archaeoglobaceae Huber & Stetter, 2002